# St. Stephanus (Fürholzen)

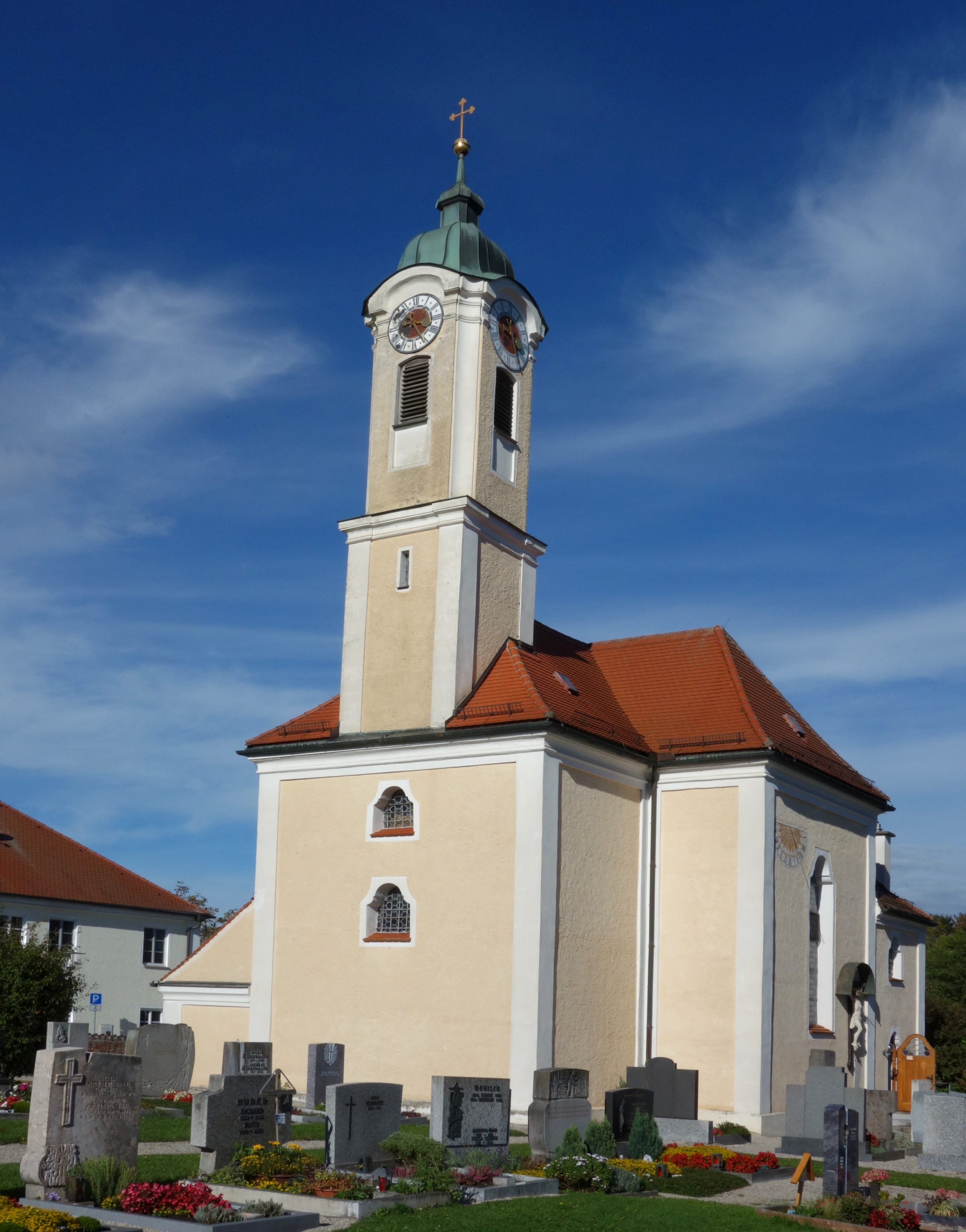
Die Pfarrkirche St. Stephanus

Die römisch-katholische Kirche St. Stephanus in Fürholzen (Gemeinde Neufahrn b.Freising) ist eine denkmalgeschützte Pfarrkirche des Pfarrverbands Massenhausen.

## Geschichte und Architektur

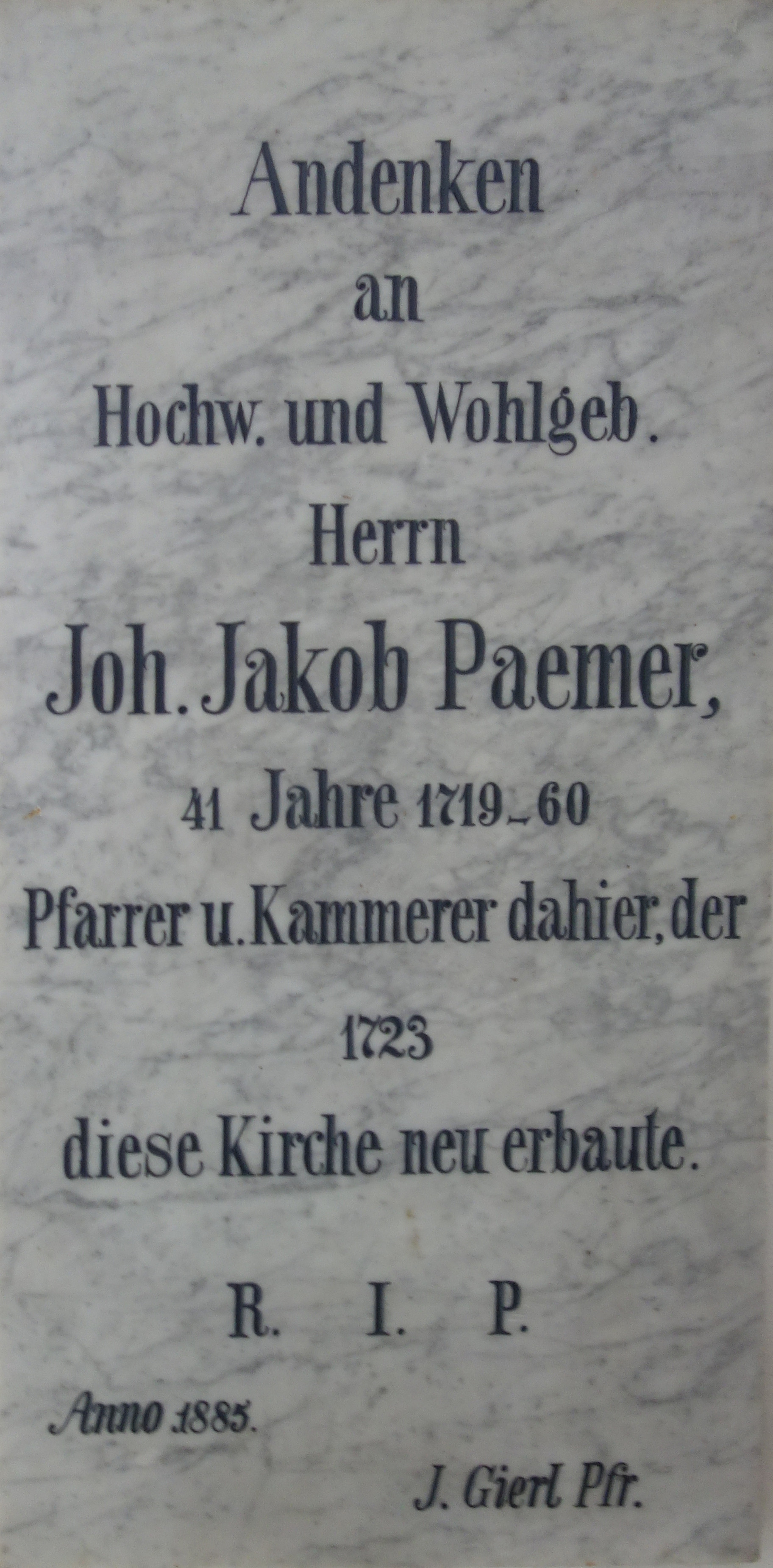
Gedenktafel am Ausgang

Die heutige Kirche wurde 1723 auf Betreiben des damaligen Pfarrers Johann Jakob Pämer (1688–1771) errichtet, weil die alte Kirche, etwas entfernt östlich auf dem Berg gelegen, baufällig geworden war. Seit 1524 ist das Patrozinium des hl. Stephanus belegt. Mit dem Bau wurde am 1. März 1723 begonnen und am 10. Dezember 1723 wurde die Kirche fertiggestellt. Die Leitung hatte der Freisinger Hofmaurermeister Dominikus Gläsl, sein Polier war Dominikus Huetter. Bereits am 20. November 1723 wurde die Kirche vom Freisinger Fürstbischof Johann Franz Eckher von Kapfing und Liechteneck geweiht. Bau und Innenausstattung kosteten ungefähr 3000 Gulden, davon waren 970 Gulden eigene Mittel. Fürstbischof Eckher schenkte mehr als 800 Gulden aus seinem Privatvermögen, und die Pfarreien Gesseltshausen, Weng, Eisenbach und Schlipps streckten 1030 Gulden vor.
Es entstand ein Zentralbau mit kreuzförmigen Grundriss. Diese ungewöhnliche Bauform ist inspiriert durch die gerade erst 1718 fertiggestellte Münchner Dreifaltigkeitskirche. Diese Kirche wurde gebaut, weil dem Fürstbischof Eckher von der Mystikerin Maria Anna Lindmayr prophezeit worden war, dass München von Verwüstungen im Spanischen Erbfolgekrieg verschont würde, wenn eine Kirche zu Ehren der Heiligen Dreifaltigkeit errichtet werde. Pfarrer Pämer hatte die Bauphase mitverfolgen können, da er zu der Zeit Kooperator an St. Peter in München war.
Bei St. Stephanus überspannt eine Flachkuppel den mittleren Raumteil, die Querarme sind breiter und weniger tief als der Ost- und der Westarm, und die Apsis ist eingezogen.
In den Westarm ist der Turm mit Glockenhelm einbezogen.
Der Außenbau ist durch Lisenen gegliedert, das Innere durch kannelierte flache Pfeiler.

## Ausstattung

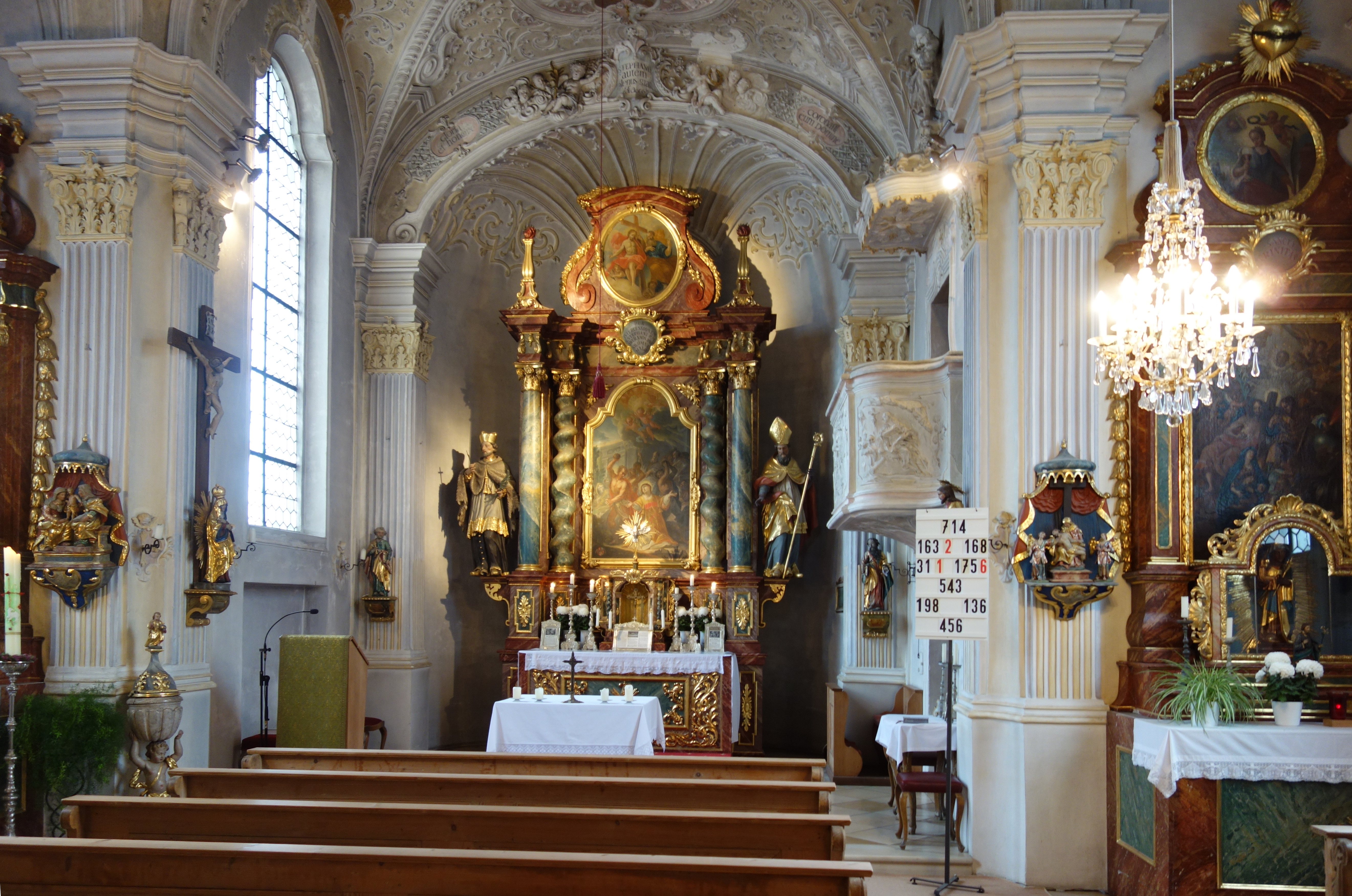
Blick auf den Altar

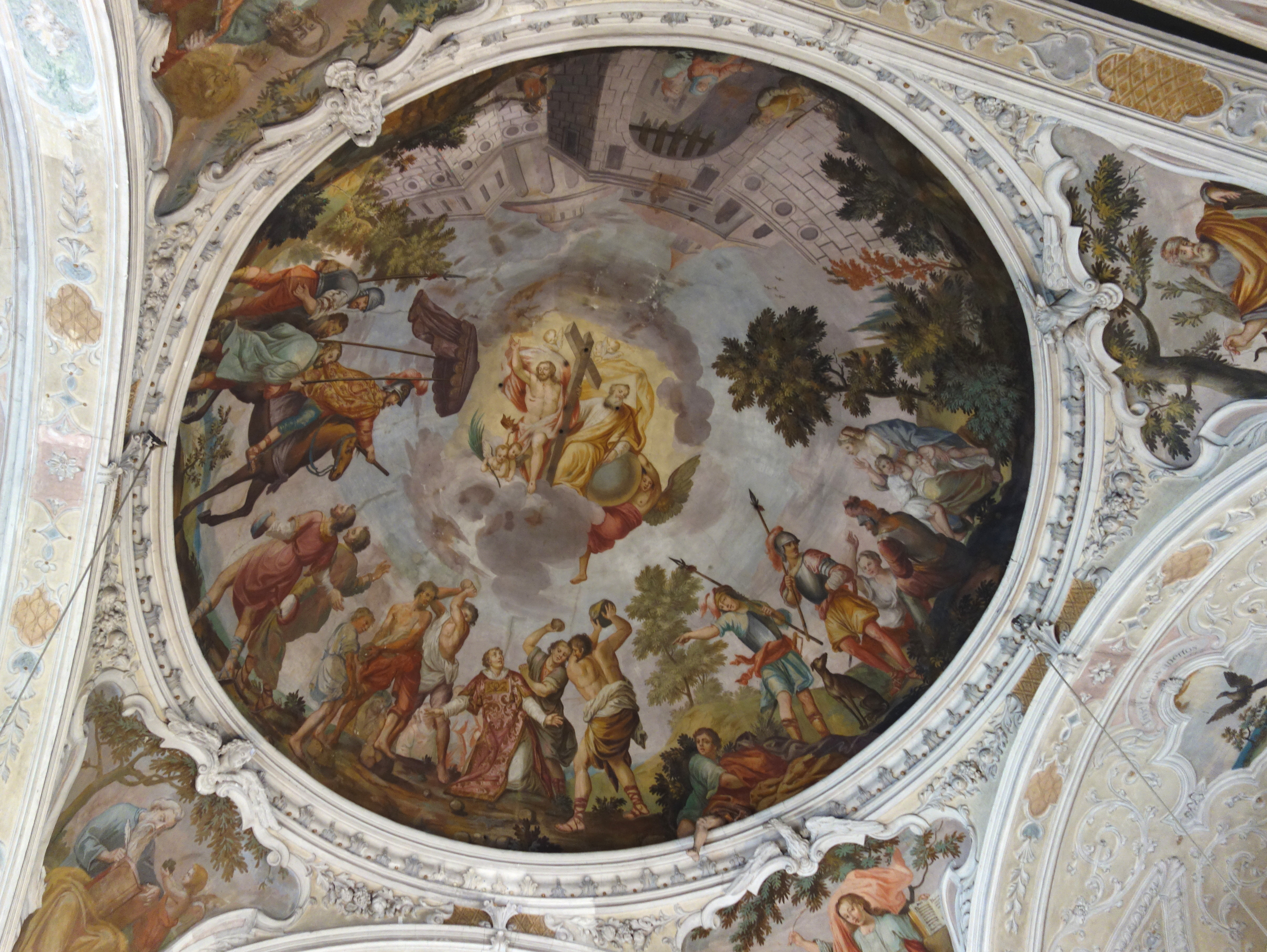
Deckenfresko

Die reiche Stuckverzierung stammt von Thomas Glasl, dem Sohn des Baumeisters Dominikus Gläsl.
Das Deckenfresko schuf der Münchner Maler Johann Georg Sang († 1744).
Es zeigt in der Kuppel das Martyrium des hl. Stephanus und in den Pendentifs die vier Evangelisten.

### Hochaltar
Der Hochaltar wurde auf Drängen Pfarrer Pämers von seinem Vorgänger Johann Hupfauer gestiftet.
Das Hochaltarretabel ist viersäulig und die inneren Säulen gewendelt. Es wurde wohl, genau wie die Seitenaltäre, von dem Freisinger Hofbildhauer Franz Anton Mallet (1678–1740) entworfen.
Das Altarblatt zeigt die Steinigung des hl. Stephanus. Es wurde 1724 von dem Münchner Maler Melchior Steidl (1657–1727) gemalt.

### Seitenaltäre
Der linke Seitenaltar wurde von Pämer aus eigenen Mitteln finanziert. Das Altarbild zeigt den hl. Leonhard und stammt noch aus der Vorgängerkirche. In der alten Kirche war der rechte Seitenaltar der hl. Barbara gewidmet. Jetzt ist er der Heiligsten Dreifaltigkeit gewidmet. Das Altarbild ist eine Kopie des Bildes vom Hochaltar der Münchner Dreifaltigkeitskirche, das von Andreas Wolff gemalt und von seinem Schüler Johann Degler (1667–1729) vollendet worden war. Pämer hat es für 70 Gulden von Johann Degler gekauft.

### Orgel

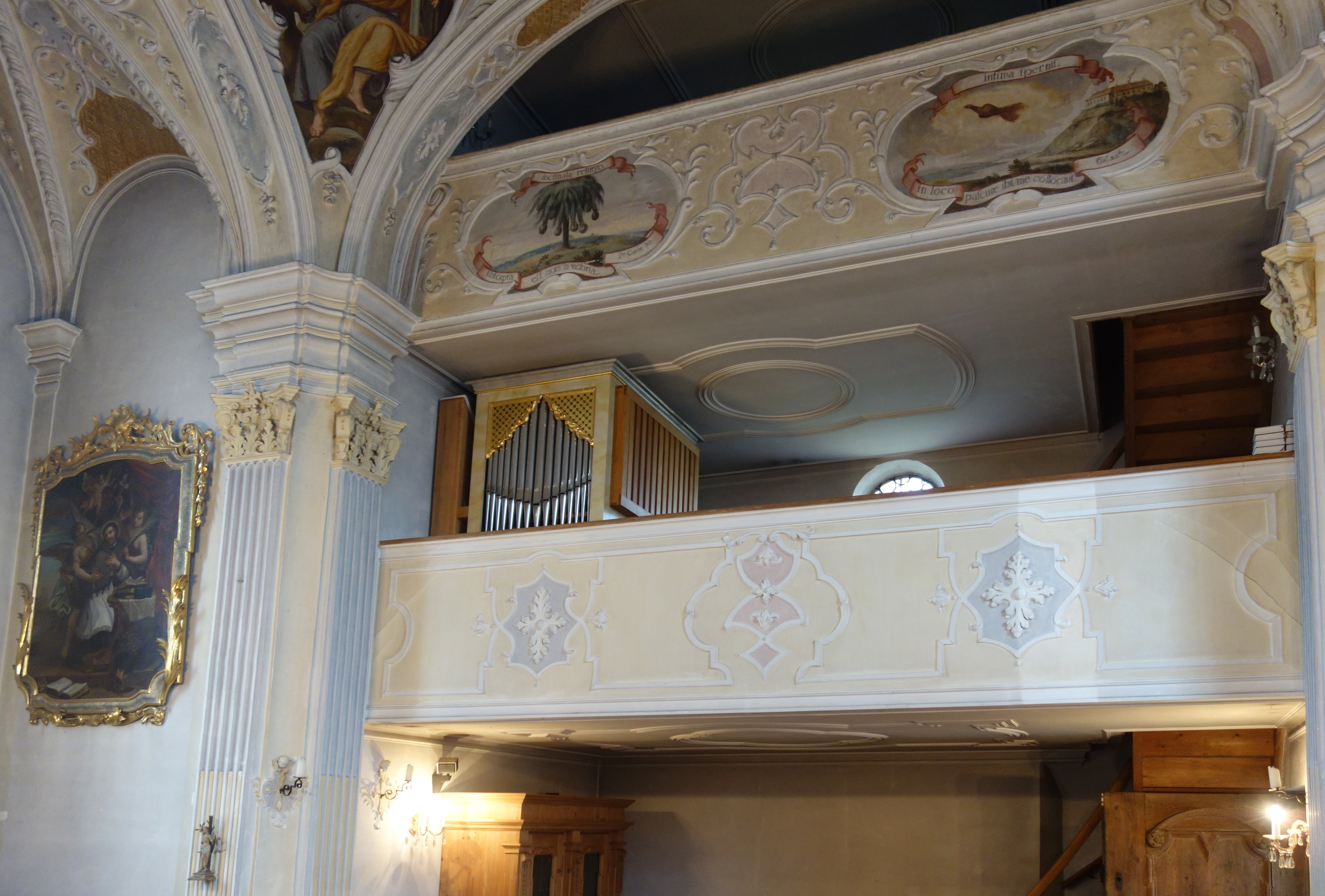
Die Ismayr-Orgel

Die erste Orgel wurde 1853 vom Freisinger Schullehrerseminar für 125 Gulden gekauft. Dieses Instrument wurde 1884 von Ludwig Frosch durch einen Neubau mit sieben Registern auf einem Manual und Pedal ersetzt, der 1900 Mark gekostet hat. Die heutige Orgel baute Günter Ismayr 1975. Die Disposition lautet:
| Manual C–g3 |       |
| Gedackt     | 8′    |
| Salizional  | 8′    |
| Prinzipal   | 4′    |
| Rohrflöte   | 4′    |
| Oktav       | 2′    |
| Mixtur      | 1 ⁄3′ |

| Pedal C–d1 |     |
| Subbaß     | 16′ |

- Koppeln: I/P
- Bemerkungen: Schleifladen, mechanische Spiel- und Registertraktur

## Sonstiges
Am Sonntag, den 26. November 2023 wurde das 300-jährige Jubiläum der Pfarrkirche gefeiert.